# شركة غلوستر للطيران
شركة غلوستر للطيران (بالإنجليزية: Gloster Aircraft Company)‏ هي شركة تصنيع طائرات تأسست في 1917 وانتجت عدد كبير من الطائرات الحربية لقوات الملكية البريطانية.